# Mesocentrotus
Mesocentrotus — род морских ежей из семейства Strongylocentrotidae. Выделен из рода Strongylocentrotus на основании метода молекулярной ДНК-ДНК-гибридизации и морфологического анализа.

## Виды
По данным World Register of Marine Species род Strongylocentrotus на данный момент включает следующие виды:
- Mesocentrotus franciscanus (Agassiz, 1863)
- Невооружённый стронгилоцентротус[1] (Mesocentrotus nudus) (Agassiz, 1863)